# 2019-es NBA-döntő
A 2019-es NBA-döntő az észak-amerikai kosárlabda-bajnokság 2018–2019-es szezonjának négy győzelemig tartó döntője volt. A sorozat 2019. május 30-tól június 23-ig tartott. A keleti főcsoport győztese, a Toronto Raptors legyőzte a címvédő, nyugati főcsoportgyőztes Golden State Warriors-t 4–2 arányban, amellyel a franchise elnyerte első bajnoki címet. A Raptors volt az első, nem az Egyesült Államokban játszó csapat, amely megnyert egy döntőt. Az előző nyáron leigazolt Kawhi Leonard volt az NBA-döntő MVP, másodjára karrierjében.
Ez volt a Raptors első szereplése a döntőben, illetve az első, amelyet nem az Egyesült Államokban játszottak. Négy év után először nem a Cleveland Cavaliers és a Warriors találkozott a döntőben. 2010 óta ez volt az első alkalom, hogy LeBron James nem játszott (korábban a Cavaliers és a Miami Heat játékosaként jutott el idáig). Jelenleg a Raptors a legutóbbi csapat, amely a franchise történetének első döntőjében elnyerte a bajnoki címet.

## Út a döntőig

### Alapszakasz
- z – Hazai pálya előny az egész rájátszásban
- c – Hazai pálya előny a főcsoportdöntőig
- y – Csoportgyőztes
- x – Rájátszásba jutott

| Keleti főcsoport |                        |    |    |       |    |
| Hely.            | Csapat                 | Gy | V  | %     | GB |
| 1.               | (z) Millwaukee Bucks   | 60 | 22 | 73,2% | —  |
| 2.               | (y) Toronto Raptors    | 58 | 24 | 70,7% | 2  |
| 3.               | (x) Philadelphia 76ers | 51 | 31 | 62,2% | 9  |
| 4.               | (x) Boston Celtics     | 49 | 33 | 59,8% | 11 |
| 5.               | (x) Indiana Pacers     | 48 | 34 | 58,5% | 12 |
| 6.               | (x) Brooklyn Nets      | 42 | 40 | 51,2% | 18 |
| 7.               | (y) Orlando Magic      | 42 | 40 | 51,2% | 18 |
| 8.               | (x) Detroit Pistons    | 41 | 41 | 50,0% | 19 |
|                  |                        |    |    |       |    |
| 9.               | Charlotte Hornets      | 39 | 43 | 47,6% | 21 |
| 10.              | Miami Heat             | 39 | 43 | 47,6% | 21 |
| 11.              | Washington Wizards     | 32 | 50 | 39,0% | 28 |
| 12.              | Atlanta Hawks          | 29 | 53 | 35,4% | 31 |
| 13.              | Chicago Bulls          | 22 | 60 | 26,8% | 38 |
| 14.              | Atlanta Hawks          | 19 | 63 | 23,2% | 41 |
| 15.              | New York Knicks        | 17 | 65 | 20,7% | 43 |

| Nyugati főcsoport |                            |    |    |       |    |
| Hely.             | Csapat                     | Gy | V  | %     | GB |
| 1.                | (c) Golden State Warriors  | 57 | 25 | 69,5% | —  |
| 2.                | (y) Denver Nuggets         | 54 | 28 | 65,9% | 3  |
| 3.                | (x) Portland Trail Blazers | 53 | 29 | 64,6% | 4  |
| 4.                | (y) Houston Rockets        | 53 | 29 | 64,6% | 4  |
| 5.                | (x) Utah Jazz              | 50 | 32 | 61,0% | 7  |
| 6.                | (x) Oklahoma City Thunder  | 49 | 33 | 59,8% | 8  |
| 7.                | (x) San Antonio Spurs      | 48 | 34 | 58,5% | 9  |
| 8.                | (x) Los Angeles Clippers   | 48 | 34 | 58,5% | 9  |
|                   |                            |    |    |       |    |
| 9.                | Sacramento Kings           | 39 | 43 | 47,6% | 18 |
| 10.               | Los Angeles Lakers         | 37 | 45 | 45,1% | 20 |
| 11.               | Minnesota Timberwolves     | 36 | 46 | 43,9% | 21 |
| 12.               | Memphis Grizzlies          | 33 | 49 | 40,2% | 24 |
| 13.               | New Orleans Pelicans       | 33 | 49 | 40,2% | 24 |
| 14.               | Dallas Mavericks           | 33 | 49 | 40,2% | 24 |
| 15.               | Phoenix Suns               | 19 | 63 | 23,1% | 38 |

## Keretek

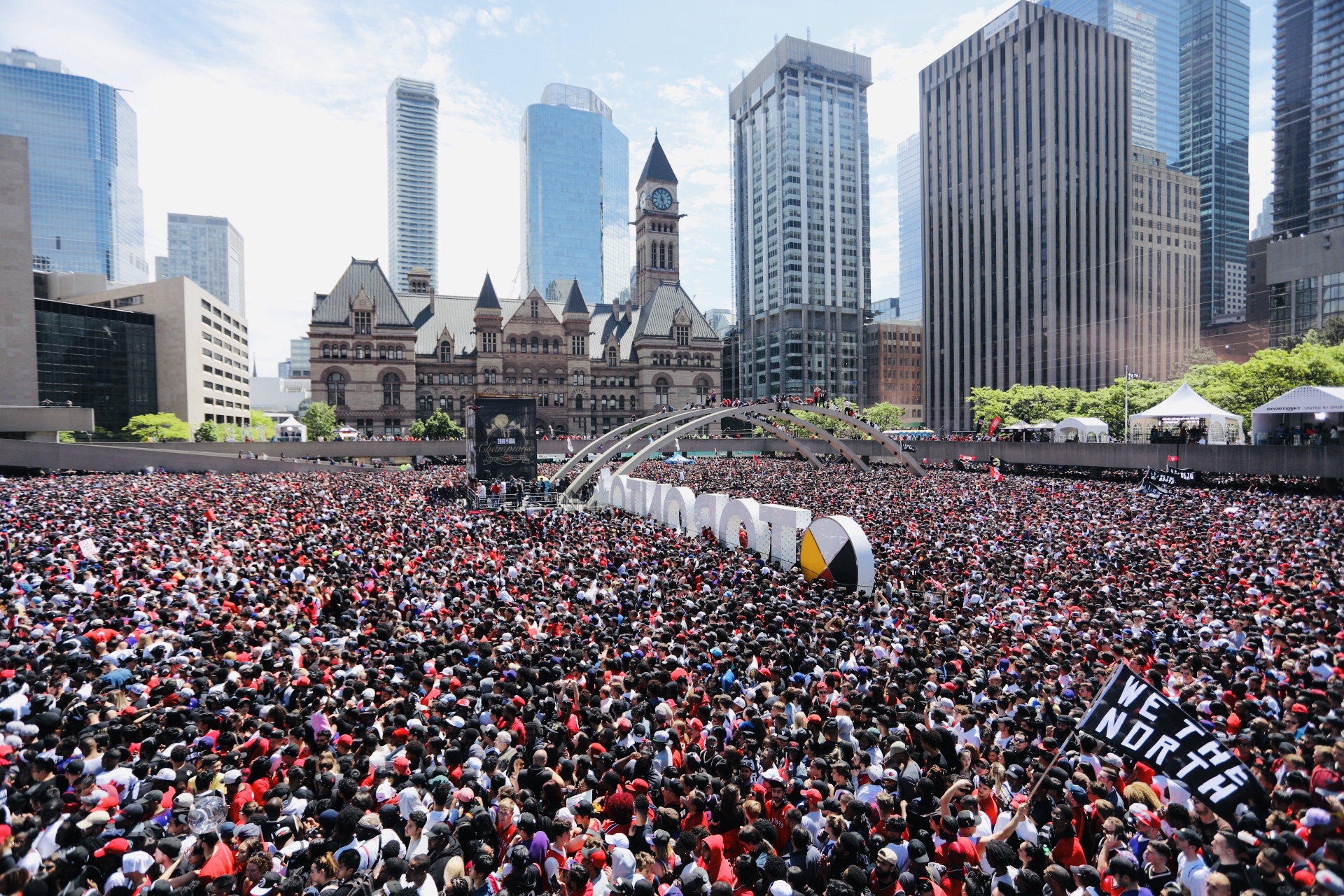
A Raptors rajongói ünneplik a csapat első bajnoki címét 2019 júniusában, Torontóban

#### Egymás elleni eredmények az alapszakaszban
| Dátum              | Vendég csapat         | Eredmény | Hazai csapat          | Helyszín                  |
| ------------------ | --------------------- | -------- | --------------------- | ------------------------- |
| 2018. november 29. | Golden State Warriors | 128-131  | Toronto Raptors       | Scotiabank Arena, Toronto |
| 2018. december 11. | Toronto Raptors       | 113-93   | Golden State Warriors | Oakland Arena, Oakland    |

### Rájátszás
| Toronto Raptors    | Toronto Raptors    | Toronto Raptors |
| ------------------ | ------------------ | --------------- |
| Keleti főcsoport   |                    |                 |
| Forduló            | Ellenfél           | Eredmény        |
| Első kör           | Orlando Magic      | 4–1             |
| Főcsoport-elődöntő | Philadelphia 76ers | 4–3             |
| Főcsoport-döntő    | Milwaukee Bucks    | 4–2             |

| Golden State Warriors | Golden State Warriors  | Golden State Warriors |
| --------------------- | ---------------------- | --------------------- |
| Nyugati főcsoport     |                        |                       |
| Forduló               | Ellenfél               | Eredmény              |
| Első kör              | Los Angeles Clippers   | 4–2                   |
| Főcsoport-elődöntő    | Houston Rockets        | 4–2                   |
| Főcsoport-döntő       | Portland Trail Blazers | 4–0                   |

## A döntő
A torontói mérkőzéseknél az idő UTC−4 szerint van feltüntetve, míg az Oaklandben játszott meccsek UTC−7 szerint. A hazai csapat másodikként van feltüntetve.

### 1. mérkőzés
| 2019. május 30. 21:00      | Golden State Warriors                    | 109–118   | Toronto Raptors   | Scotiabank Arena, Toronto, Kanada Nézőszám: 19,983 Játékvezetők: James Capers, Jason Phillips, John Goble |
| 2019. május 30. 21:00      | (21–25, 28–34, 32–29, 28–30) Jegyzőkönyv |           |                   | Scotiabank Arena, Toronto, Kanada Nézőszám: 19,983 Játékvezetők: James Capers, Jason Phillips, John Goble |
| 2019. május 30. 21:00      | Stephen Curry 34                         | Pont      | Pascal Siakam 32  | Scotiabank Arena, Toronto, Kanada Nézőszám: 19,983 Játékvezetők: James Capers, Jason Phillips, John Goble |
| 2019. május 30. 21:00      | Draymond Green 10                        | Lepattanó | Leonard, Siakam 8 | Scotiabank Arena, Toronto, Kanada Nézőszám: 19,983 Játékvezetők: James Capers, Jason Phillips, John Goble |
| 2019. május 30. 21:00      | Draymond Green 10                        | Gólpassz  | Kyle Lowry 9      | Scotiabank Arena, Toronto, Kanada Nézőszám: 19,983 Játékvezetők: James Capers, Jason Phillips, John Goble |
| Toronto Raptors vezet, 1–0 |                                          |           |                   | Scotiabank Arena, Toronto, Kanada Nézőszám: 19,983 Játékvezetők: James Capers, Jason Phillips, John Goble |

### 2. mérkőzés
| 2019. június 2. 20:00 | Golden State Warriors                    | 109–104   | Toronto Raptors  | Scotiabank Arena, Toronto, Kanada Nézőszám: 20,014 Játékvezetők: Scott Foster, Tony Brothers, Ed Malloy |
| 2019. június 2. 20:00 | (26–27, 28–32, 34–21, 21–24) Jegyzőkönyv |           |                  | Scotiabank Arena, Toronto, Kanada Nézőszám: 20,014 Játékvezetők: Scott Foster, Tony Brothers, Ed Malloy |
| 2019. június 2. 20:00 | Klay Thompson 25                         | Pont      | Kawhi Leonard 34 | Scotiabank Arena, Toronto, Kanada Nézőszám: 20,014 Játékvezetők: Scott Foster, Tony Brothers, Ed Malloy |
| 2019. június 2. 20:00 | Cousins, Green 10                        | Lepattanó | Kawhi Leonard 14 | Scotiabank Arena, Toronto, Kanada Nézőszám: 20,014 Játékvezetők: Scott Foster, Tony Brothers, Ed Malloy |
| 2019. június 2. 20:00 | Draymond Green 9                         | Gólpassz  | Pascal Siakam 4  | Scotiabank Arena, Toronto, Kanada Nézőszám: 20,014 Játékvezetők: Scott Foster, Tony Brothers, Ed Malloy |
| Döntetlen, 1–1        |                                          |           |                  | Scotiabank Arena, Toronto, Kanada Nézőszám: 20,014 Játékvezetők: Scott Foster, Tony Brothers, Ed Malloy |

### 3. mérkőzés
| 2019. június 5. 18:00      | Toronto Raptors                          | 123–109   | Golden State Warriors | Oracle Arena, Oakland, Kalifornia Nézőszám: 19,596 Játékvezetők: Mike Callahan, Zach Zarba, Eric Lewis |
| 2019. június 5. 18:00      | (36–29, 24–23, 36–31, 27–26) Jegyzőkönyv |           |                       | Oracle Arena, Oakland, Kalifornia Nézőszám: 19,596 Játékvezetők: Mike Callahan, Zach Zarba, Eric Lewis |
| 2019. június 5. 18:00      | Kawhi Leonard 30                         | Pont      | Stephen Curry 47      | Oracle Arena, Oakland, Kalifornia Nézőszám: 19,596 Játékvezetők: Mike Callahan, Zach Zarba, Eric Lewis |
| 2019. június 5. 18:00      | Pascal Siakam 9                          | Lepattanó | Stephen Curry 8       | Oracle Arena, Oakland, Kalifornia Nézőszám: 19,596 Játékvezetők: Mike Callahan, Zach Zarba, Eric Lewis |
| 2019. június 5. 18:00      | Kyle Lowry 9                             | Gólpassz  | Stephen Curry 7       | Oracle Arena, Oakland, Kalifornia Nézőszám: 19,596 Játékvezetők: Mike Callahan, Zach Zarba, Eric Lewis |
| Toronto Raptors vezet, 2–1 |                                          |           |                       | Oracle Arena, Oakland, Kalifornia Nézőszám: 19,596 Játékvezetők: Mike Callahan, Zach Zarba, Eric Lewis |

### 4. mérkőzés
| 2019. június 7. 18:00      | Toronto Raptors                          | 105–92    | Golden State Warriors | Oracle Arena, Oakland, Kalifornia Nézőszám: 19,596 Játékvezetők: Mike Callahan, Zach Zarba, Eric Lewis |
| 2019. június 7. 18:00      | (17–23, 25–23, 37–21, 27–26) Jegyzőkönyv |           |                       | Oracle Arena, Oakland, Kalifornia Nézőszám: 19,596 Játékvezetők: Mike Callahan, Zach Zarba, Eric Lewis |
| 2019. június 7. 18:00      | Kawhi Leonard 36                         | Pont      | Klay Thompson 28      | Oracle Arena, Oakland, Kalifornia Nézőszám: 19,596 Játékvezetők: Mike Callahan, Zach Zarba, Eric Lewis |
| 2019. június 7. 18:00      | Kawhi Leonard 12                         | Lepattanó | Draymond Green 9      | Oracle Arena, Oakland, Kalifornia Nézőszám: 19,596 Játékvezetők: Mike Callahan, Zach Zarba, Eric Lewis |
| 2019. június 7. 18:00      | Kyle Lowry 9                             | Gólpassz  | Draymon Green 12      | Oracle Arena, Oakland, Kalifornia Nézőszám: 19,596 Játékvezetők: Mike Callahan, Zach Zarba, Eric Lewis |
| Toronto Raptors vezet, 3–1 |                                          |           |                       | Oracle Arena, Oakland, Kalifornia Nézőszám: 19,596 Játékvezetők: Mike Callahan, Zach Zarba, Eric Lewis |

### 5. mérkőzés
| 2019. június 10. 21:00     | Golden State Warriors                    | 106–105   | Toronto Raptors  | Scotiabank Arena, Toronto, Kanada Nézőszám: 20,144 Játékvezetők: James Capers, Jason Phillips, Ed Malloy |
| 2019. június 10. 21:00     | (34–28, 28–28, 22–22, 22–27) Jegyzőkönyv |           |                  | Scotiabank Arena, Toronto, Kanada Nézőszám: 20,144 Játékvezetők: James Capers, Jason Phillips, Ed Malloy |
| 2019. június 10. 21:00     | Stephen Curry 31                         | Pont      | Kawhi Leonard 26 | Scotiabank Arena, Toronto, Kanada Nézőszám: 20,144 Játékvezetők: James Capers, Jason Phillips, Ed Malloy |
| 2019. június 10. 21:00     | Draymond Green 10                        | Lepattanó | Kawhi Leonard 12 | Scotiabank Arena, Toronto, Kanada Nézőszám: 20,144 Játékvezetők: James Capers, Jason Phillips, Ed Malloy |
| 2019. június 10. 21:00     | Draymond Green 8                         | Gólpassz  | Kawhi Leonard 12 | Scotiabank Arena, Toronto, Kanada Nézőszám: 20,144 Játékvezetők: James Capers, Jason Phillips, Ed Malloy |
| Toronto Raptors vezet, 3–2 |                                          |           |                  | Scotiabank Arena, Toronto, Kanada Nézőszám: 20,144 Játékvezetők: James Capers, Jason Phillips, Ed Malloy |

### 6. mérkőzés
| 2019. június 13. 18:00        | Toronto Raptors                          | 114–110   | Golden State Warriors | Oracle Arena, Oakland, Kalifornia Nézőszám: 19,596 Játékvezetők: Marc Davis, David Guthrie, John Goble |
| 2019. június 13. 18:00        | (33–32, 27–25, 26–31, 28–22) Jegyzőkönyv |           |                       | Oracle Arena, Oakland, Kalifornia Nézőszám: 19,596 Játékvezetők: Marc Davis, David Guthrie, John Goble |
| 2019. június 13. 18:00        | Siakam, Lowry 26                         | Pont      | Klay Thompson 30      | Oracle Arena, Oakland, Kalifornia Nézőszám: 19,596 Játékvezetők: Marc Davis, David Guthrie, John Goble |
| 2019. június 13. 18:00        | Pascal Siakam 10                         | Lepattanó | Draymond Green 19     | Oracle Arena, Oakland, Kalifornia Nézőszám: 19,596 Játékvezetők: Marc Davis, David Guthrie, John Goble |
| 2019. június 13. 18:00        | Kyle Lowry 10                            | Gólpassz  | Draymon Green 19      | Oracle Arena, Oakland, Kalifornia Nézőszám: 19,596 Játékvezetők: Marc Davis, David Guthrie, John Goble |
| Toronto Raptors győzelem, 4–2 |                                          |           |                       | Oracle Arena, Oakland, Kalifornia Nézőszám: 19,596 Játékvezetők: Marc Davis, David Guthrie, John Goble |

## Játékos statisztikák
A Basketball Reference statisztikái alapján.

### Golden State Warriors
| Játékos          | JM | KM | JP/M | MG%  | 3P%   | BD%   | L/M  | GP/M | S/M | B/M | P/M  |
| ---------------- | -- | -- | ---- | ---- | ----- | ----- | ---- | ---- | --- | --- | ---- |
| Stephen Curry    | 6  | 6  | 41.7 | .414 | .343  | .947  | 5.2  | 6.0  | 1.5 | 0.2 | 30.5 |
| Klay Thompson    | 5  | 5  | 37.6 | .541 | .585  | .875  | 4.8  | 2.4  | 0.8 | 0.0 | 26.0 |
| Draymond Green   | 6  | 6  | 41.2 | .433 | .263  | .857  | 10.8 | 9.3  | 1.7 | 1.0 | 12.5 |
| Kevin Durant     | 1  | 1  | 12.0 | .600 | 1.000 | 1.000 | 2.0  | 0.0  | 0.0 | 1.0 | 11.0 |
| Andre Iguodala   | 6  | 6  | 31.4 | .431 | .308  | .333  | 4.5  | 4.0  | 1.0 | 1.5 | 9.2  |
| DeMarcus Cousins | 6  | 3  | 18.0 | .425 | .222  | .609  | 4.7  | 2.3  | 0.7 | 1.0 | 8.3  |
| Kevon Looney     | 5  | 1  | 20.8 | .583 | .000  | .250  | 3.2  | 1.2  | 0.4 | 0.2 | 5.8  |
| Quinn Cook       | 6  | 0  | 14.7 | .379 | .313  | 1.000 | 0.8  | 0.8  | 0.2 | 0.2 | 4.8  |
| Shaun Livingston | 6  | 1  | 16.3 | .417 | .000  | 1.000 | 1.5  | 1.5  | 0.7 | 0.2 | 4.7  |
| Jonas Jerebko    | 4  | 0  | 6.5  | .286 | .375  | .750  | 1.3  | 0.3  | 0.0 | 0.0 | 3.5  |
| Andrew Bogut     | 5  | 0  | 8.9  | .750 | .000  | .000  | 3.0  | 0.6  | 0.2 | 0.2 | 2.4  |
| Alfonzo McKinnie | 6  | 0  | 9.6  | .313 | .300  | .000  | 1.7  | 0.3  | 0.0 | 0.0 | 2.2  |
| Jordan Bell      | 4  | 1  | 6.3  | .750 | .000  | .000  | 1.3  | 0.3  | 0.0 | 0.5 | 1.5  |
| Jacob Evans      | 3  | 0  | 0.6  | .000 | .000  | .000  | 0.0  | 0.0  | 0.0 | 0.0 | 0.0  |
| Damian Jones     | 1  | 0  | 1.6  | .000 | .000  | .000  | 0.0  | 0.0  | 0.0 | 0.0 | 0.0  |

### Toronto Raptors
| Játékos        | JM | KM | JP/M | MG%  | 3P%   | BD%   | L/M | GP/M | S/M | B/M | P/M  |
| -------------- | -- | -- | ---- | ---- | ----- | ----- | --- | ---- | --- | --- | ---- |
| Kawhi Leonard  | 6  | 6  | 40.5 | .434 | .357  | .906  | 9.8 | 4.2  | 2.0 | 1.2 | 28.5 |
| Pascal Siakam  | 6  | 6  | 40.1 | .505 | .238  | .762  | 7.3 | 3.7  | 0.5 | 0.7 | 19.8 |
| Kyle Lowry     | 6  | 6  | 38.1 | .425 | .368  | .789  | 4.0 | 7.2  | 1.7 | 0.5 | 16.2 |
| Fred VanVleet  | 6  | 0  | 32.4 | .444 | .400  | .857  | 2.7 | 2.2  | 1.2 | 0.0 | 14.0 |
| Marc Gasol     | 6  | 6  | 28.8 | .447 | .316  | .923  | 7.3 | 2.7  | 0.5 | 0.3 | 12.0 |
| Serge Ibaka    | 6  | 0  | 19.3 | .560 | .333  | .769  | 5.2 | 1.0  | 0.8 | 1.7 | 11.3 |
| Danny Green    | 6  | 6  | 27.2 | .390 | .364  | .000  | 3.5 | 1.2  | 1.2 | 0.5 | 7.3  |
| Norman Powell  | 6  | 0  | 11.0 | .308 | .167  | 1.000 | 1.0 | 0.7  | 0.3 | 0.0 | 1.8  |
| Patrick McCaw  | 4  | 0  | 3.1  | .500 | 1.000 | .000  | 0.0 | 0.5  | 0.0 | 0.0 | 0.8  |
| Jeremy Lin     | 1  | 0  | 0.9  | .000 | .000  | .000  | 0.0 | 0.0  | 0.0 | 0.0 | 0.0  |
| Jodie Meeks    | 1  | 0  | 0.9  | .000 | .000  | .000  | 0.0 | 0.0  | 0.0 | 0.0 | 0.0  |
| Malcolm Miller | 1  | 0  | 0.9  | .000 | .000  | .000  | 0.0 | 0.0  | 0.0 | 0.0 | 0.0  |

Jegyzetek
- JM: Játszott mérkőzés
- KM: Kezdett mérkőzés
- JP/M: Mérkőzésenként játszott perc
- MG%: Mezőnygól százalék
- 3P%: Hárompontos százalék
- BD%: Büntetődobás százalék
- L/M: Lepattanó mérkőzésenként
- GP/M: Gólpassz mérkőzésenként
- S/M: Steal mérkőzésenként
- B/M: Blokk mérkőzésenként
- P/M: Pont mérkőzésenként
- Félkövér - legjobb a csapatban